# Kleine barmsijs
De kleine barmsijs (Acanthis flammea cabaret) is een zangvogel uit de familie van vinkachtigen (Fringillidae). Deze soort wordt beschouwd als een ondersoort van de barmsijs (A. flammea). De vogel werd in 1776 door  Philipp Ludwig Statius Müller geldig beschreven als aparte soort.

## Herkenning
De vogel is 11,5 tot 12,5 cm lang, gemiddeld kleiner dan de (grote) barmsijs. De vogel is overwegend grijzig tot bruingeel met veel streepjes. Kenmerkend is een kleine, licht gekleurde zaadeterssnavel, een zwarte bef en zwarte streep van de snavel naar het oog (de 'teugel') en een kleine rode vlek op de voorkant van de kruin. In het broedkleed is het mannetje rood op de borst. Verder is de kleine barmsijs minder contrastrijk, de vleugelstreep (die bij de grote barmsijs wit is) is bruingeel, de borst en buik zijn ook warmer van kleur.

## Verspreiding
De vogel broedt op de Britse Eilanden, het zuidwesten van Noorwegen, Zuid-Zweden, Denemarken en verder in West-Europa tot in Oostenrijk, in de Karpaten en mogelijk in het noorden van Roemenië. In de winter zwerft de vogel door een groot deel van Midden- en Zuid-Europa.

### Voorkomen in Nederland
In de twintigste eeuw breidde het broedgebied zich uit, zodat ze vanaf 1942 ook als broedvogel in Nederland werden vastgesteld, eerst op de Waddeneilanden, later ook in de duinstreek, Drenthe en de Zuid-Veluwe. Ze broeden daar in naaldbossen en opslag van berken langs heidevelden, maar ook in struwelen. Sinds 1980 daalt het aantal en halveert de broedpopulatie iedere 15 jaar. In 2020 broedde 90% van de Nederlandse populatie op de Waddeneilanden en was de soort als broedvogel praktisch verdwenen uit de duinstreek in de rest van Nederland, Drenthe en de Veluwe. Het aantal broedparen werd geschat op 50 tot 100.
Barmsijzen die in de winter in Nederland op veel plaatsen worden waargenomen zijn meestal grote barmsijzen (A. f. flammea)

## Status
BirdLife International geeft deze ondersoort geen aparte vermelding heeft op de Rode Lijst van de IUCN.